# Hrunamannahreppur
Hrunamannahreppur – gmina w południowo-zachodniej Islandii, w regionie Suðurland. Rozciąga się południkowo od okolic Flúðir na południu, po masyw Kerlingarfjöll i lodowiec Hofsjökull na północy. Zachodnią granicę tworzy rzeka Hvítá, a wschodnią – rzeka Stóra-Laxá. To jedna z niewielu gmin islandzkich bez dostępu do morza. Gminę zamieszkuje niecałe 800 mieszk., z tego ponad połowa w siedzibie gminy Flúðir - 432 mieszk. (2018). 

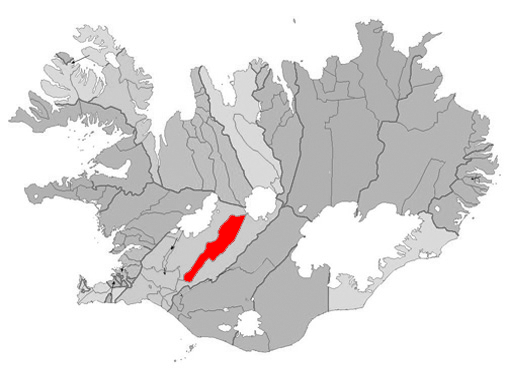
Położenie gminy Hrunamannahreppur na mapie administracyjnej kraju